# Monosigynes difformis
Monosigynes difformis es una especie de coleóptero de la familia Oedemeridae.

## Distribución geográfica
Habita en Guinea Ecuatorial.